# カメレオン (Whiteberryのアルバム)
『カメレオン』は、Whiteberryの2枚目のフルアルバム。2002年1月23日発売。

## 解説
前作『（初）』から1年4ヶ月ぶりにリリースされた2枚目のオリジナルアルバム。1stアルバム制作した時とはガラッと変わって、メンバーが積極的に楽曲作りに取り組み始め、結果としてメンバー制作曲が5曲も生まれ、収録楽曲のうち約半数がメンバー作詞・作曲の楽曲が収録されている。
ちなみに本作発売までリリースされた作品の中で「あくび」、「桜並木道」の「携帯中毒」、「かくれんぼ」の「めざせポケモンマスター」がアルバム未収録となった。

## 収録曲
1. それだけなんだけど （作詞: 前田由紀、作曲・編曲: 坂井紀雄）
  - 映画『パコダテ人』挿入歌
  - NTTドコモ東北『iエリア編』CM挿入歌
2. 桜並木道 （作詞・作曲: Whiteberry、編曲：伊藤銀次&Whiteberry）
  - アサヒ飲料『三ツ矢サイダー』CMソング
  - Whiteberryにとって、作詞・作曲のクレジットが刻まれた初のシングル曲となった。
3. かくれんぼ （作詞: 川村恵里加、作曲・編曲: たなかひろかず）
  - 全国東映系公開劇場版アニメ映画『ピカチュウのどきどきかくれんぼ』オープニングテーマ
4. ときめきラブコール （作詞・作曲: Whiteberry、編曲：坂井紀雄）
  - 非常にポップでキュートなナンバーであるが、実は歌詞のテーマが「彼氏が死んじゃった」という意外にシュールな楽曲。
  - 「立入禁止」のc/w曲
  - 札幌テレビ放送 『スピカ北欧伝説 ニッセワンダーランド』イメージソング
5. 中国四千年の恋 （作詞・作曲: Whiteberry、編曲：坂井紀雄）
  - メンバー曲が本作には5曲も収録されているが、その中でもこの曲は圧倒的に楽しんで悪乗りした姿勢で制作された楽曲。
6. 夜と霧 （作詞・作曲: Whiteberry、編曲：坂井紀雄）
7. どろぼうヒゲマニア （作詞: 川村恵里加、作曲: 森永直樹、編曲：伊藤銀次）
8. 立入禁止 （作詞・作曲: Whiteberry、編曲：坂井紀雄&Whiteberry）
  - 日本テレビ系『THE独占サンデー』イメージソング
9. 正直者 （作詞: 前田由紀、作曲・編曲: たなかひろかず）
  - 映画『パコダテ人』挿入歌
10. 炭酸水 （作詞: Whiteberry、作曲: 馬場一嘉、編曲：坂井紀雄）
  - 映画『パコダテ人』主題歌
  - Shizukuishi PRINCE HOTEL CMソング
  - 三ツ矢サイダーのCMソングとして候補に挙がっていた曲。
11. 10 years after （作詞: Whiteberry、作曲・編曲: 坂井紀雄）　　
  - おやつカンパニー「ベビースター・星」CMソング